# Rosengart
Rosengart (Розенгар) — з 1928 року французький виробник автомобілів. Штаб-квартира знаходиться в Нейї-сюр-Сен. У 1955 році компанія припинила виробництво автомобілів.

## Люсьєн Розенгар
Розенгар народився в 1881 році, у віці 12 років він пішов працювати механіком, а в 24 вже був господарем магазину в Бельвілі, і до того ж власником декількох патентів. До 1914 року його підприємство вже випускало запчастини до поїздів, вагонів, велосипедів, а також артилерійські снаряди. Так що ця сфера діяльності дозволила йому круто піднятися, ставши дуже багатою людиною. На початку 20-х, він як відомий бізнесмен очолює Товариство з розвитку французької автомобільної промисловості. Якийсь час він був технічним директором «Пежо», і саме за його сприяння і «Пежо», і «Сітроен» уникли банкрутства і благополучно існують в наш час.

## Заснування компанії. Початок виробництва автомобілів

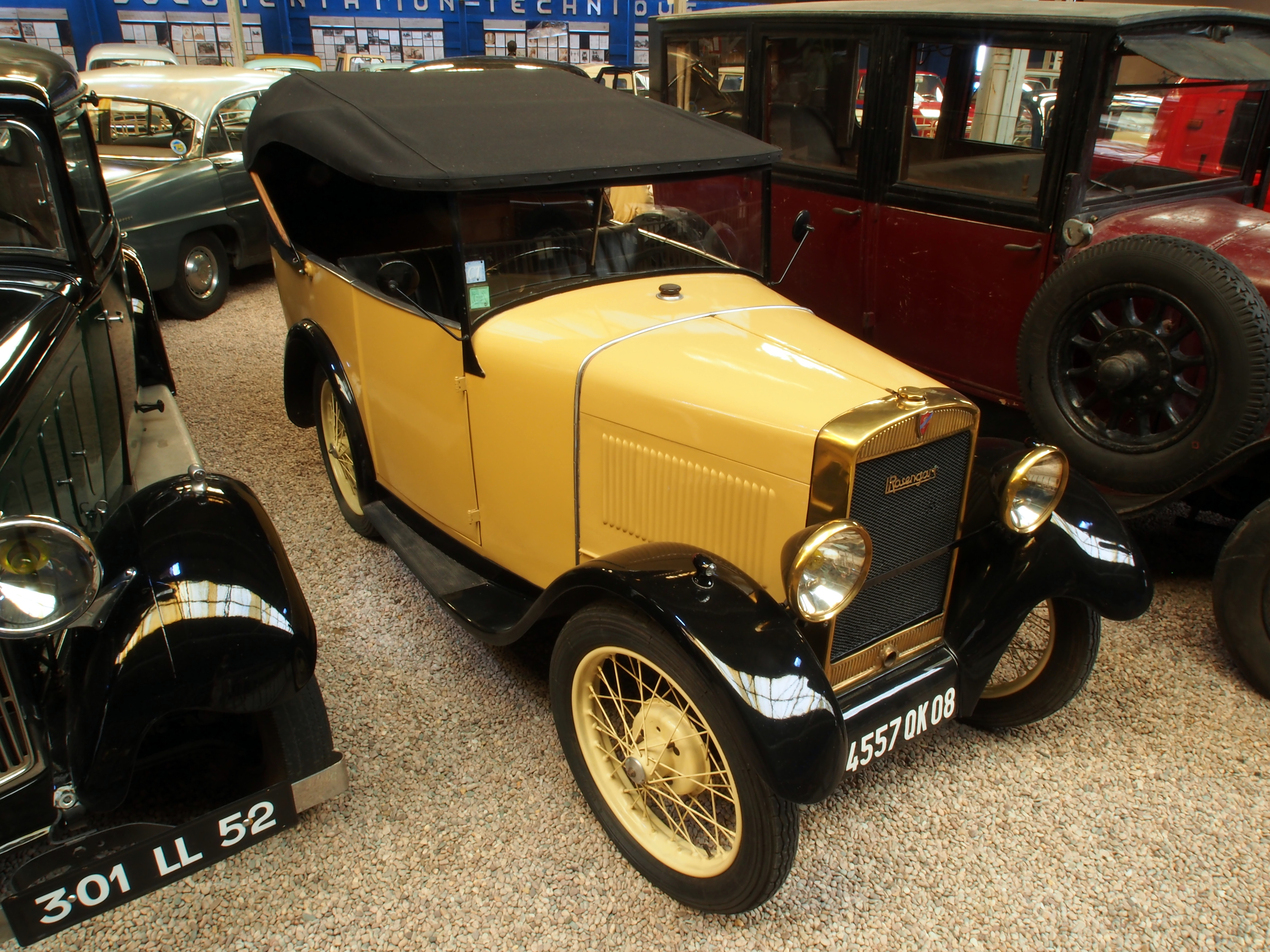
Rosengart LR2

В 1927 році цей пан вирішує сам зайнятися продажем автомобілів. Він купує будівлю, в якій колись був завод. І в 1928 році представляє перший автомобіль марки «Розенгар» — LR-2. Але на ділі це був «Остін Севен», ліцензію на який купив Розенгар. Моторчик був 750-кубовий, а головною відмінністю від британського брата була наявність хромованого декору на решітці радіатора. Машину випускали аж до 1939 року, тому що вона показала себе дуже надійною, заводський випробувач Француа Леко намотував на день по 900 км, поки за 3.5 місяці не намотав 100 000 км, машина пройшла їх без серйозних поломок. Більш того, в 80 гонках машина лідирувала у своєму класі, а всього вона брала участь 81 раз.

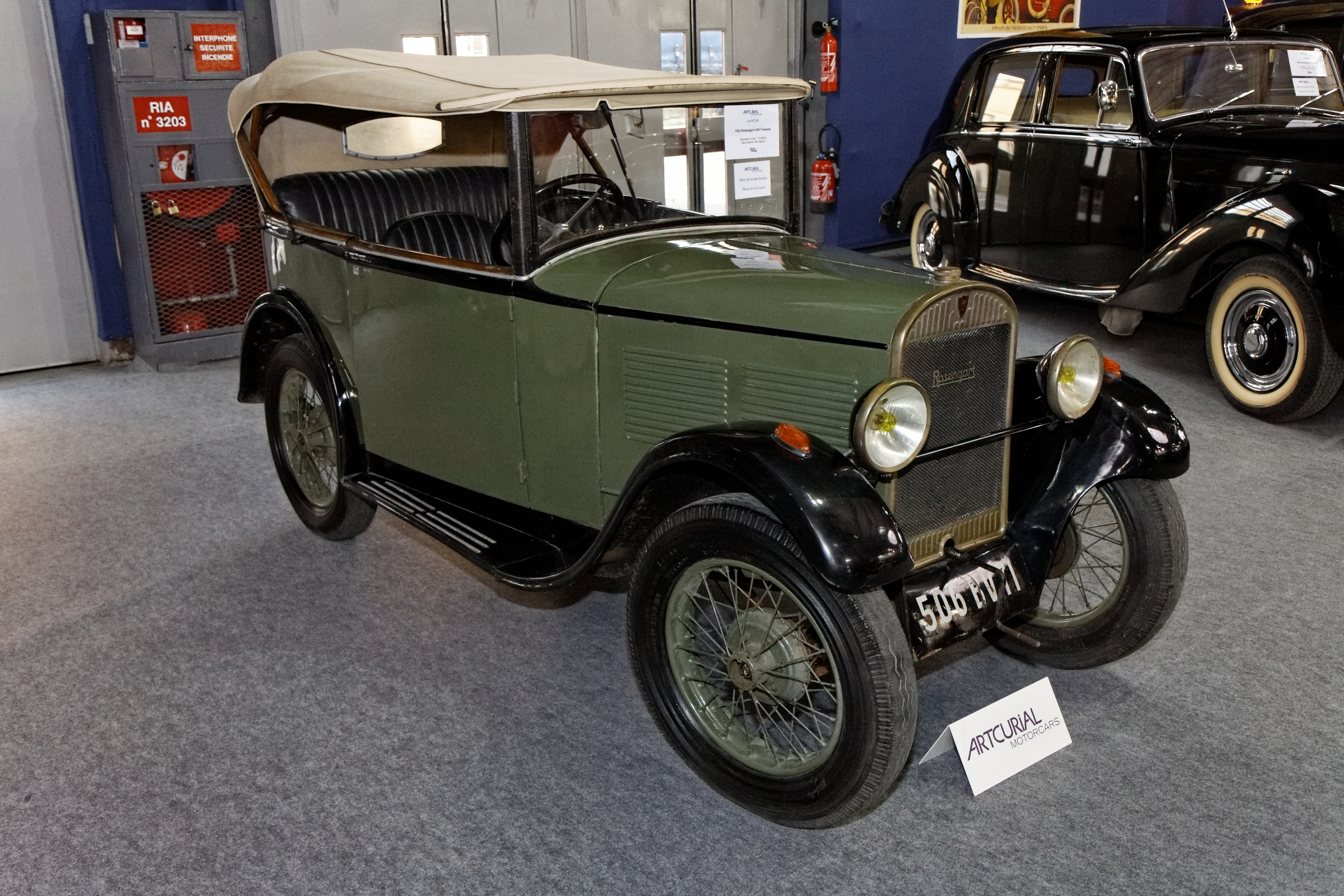
Rosengart LR4

У 1930 з'являється модернізований автомобіль з тим же мотором — LR4.

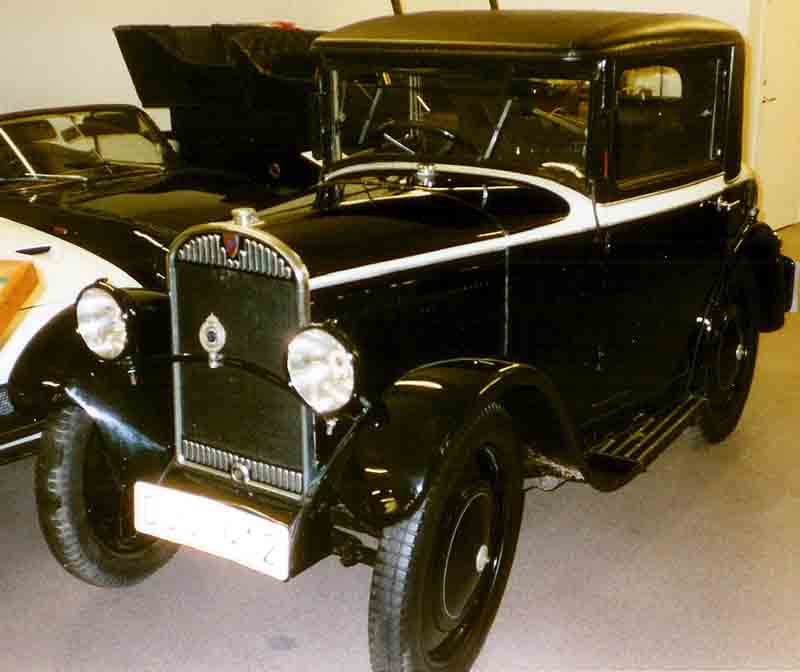
Rosengart LR62

У 1932 році базу машини подовжують, і машини носять індекс від LR44 до LR49. Тоді ж встановлюють 6-циліндровий двигун від «Остіна» об'ємом 1.1 л. Машина стала носити індекс LR6.
Саме кузови автомобілів цієї серії ляжуть в основу суцільнометалевих кузовів «БМВ», який також будував автомобілі на базі «Остін Севен».

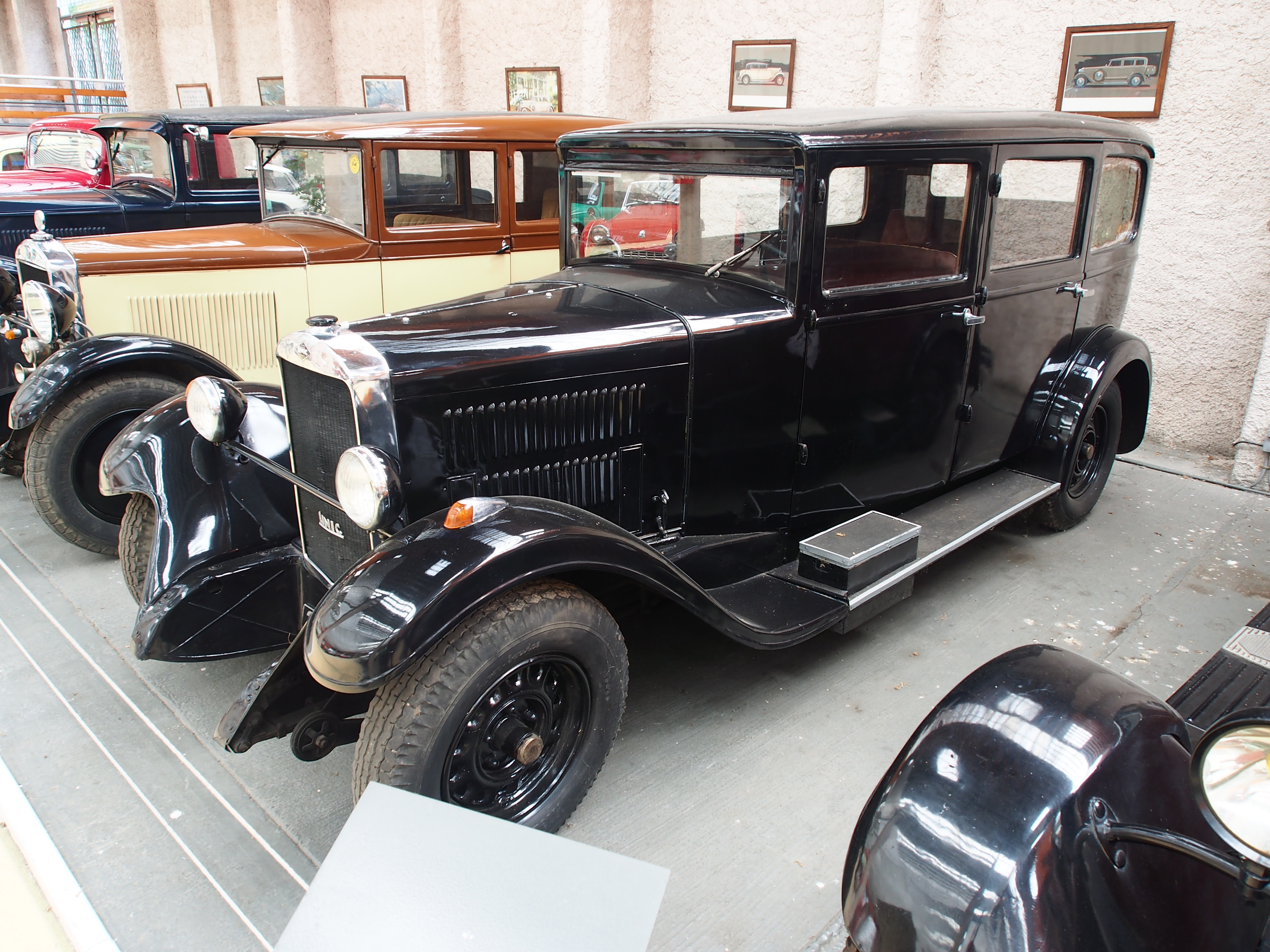
Unic H3/Rosengart 15CV

Також в 1930 році Розенгар спробував випускати під своїм брендом солідний 8-циліндровий автомобіль французької марки Unic моделі Н3. Але цей великий задньопривідний автомобіль не потрібен був в розпал кризи, так що машина не пішла.

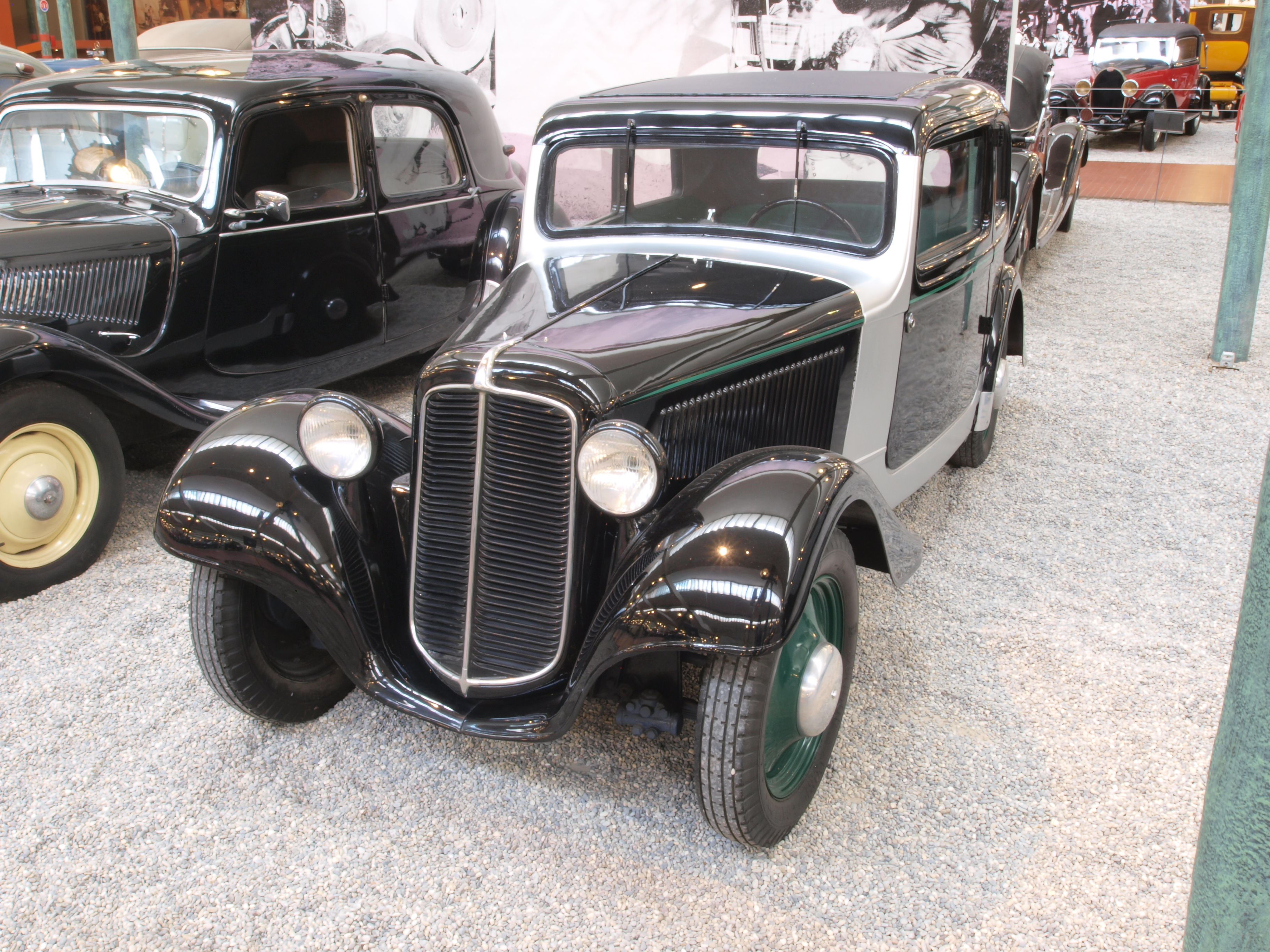
Rosengart LR500/Supertraction-G

Однак у 1932 році заповзятливий Розенгар підписує угоду з фірмою «Адлер» про ліцензування моделі «Трумпф». Машина відрізнялася від оригіналу тільки емблемою, називалася вона LR135/145, але вже через рік її переробили і перейменували в LR500.

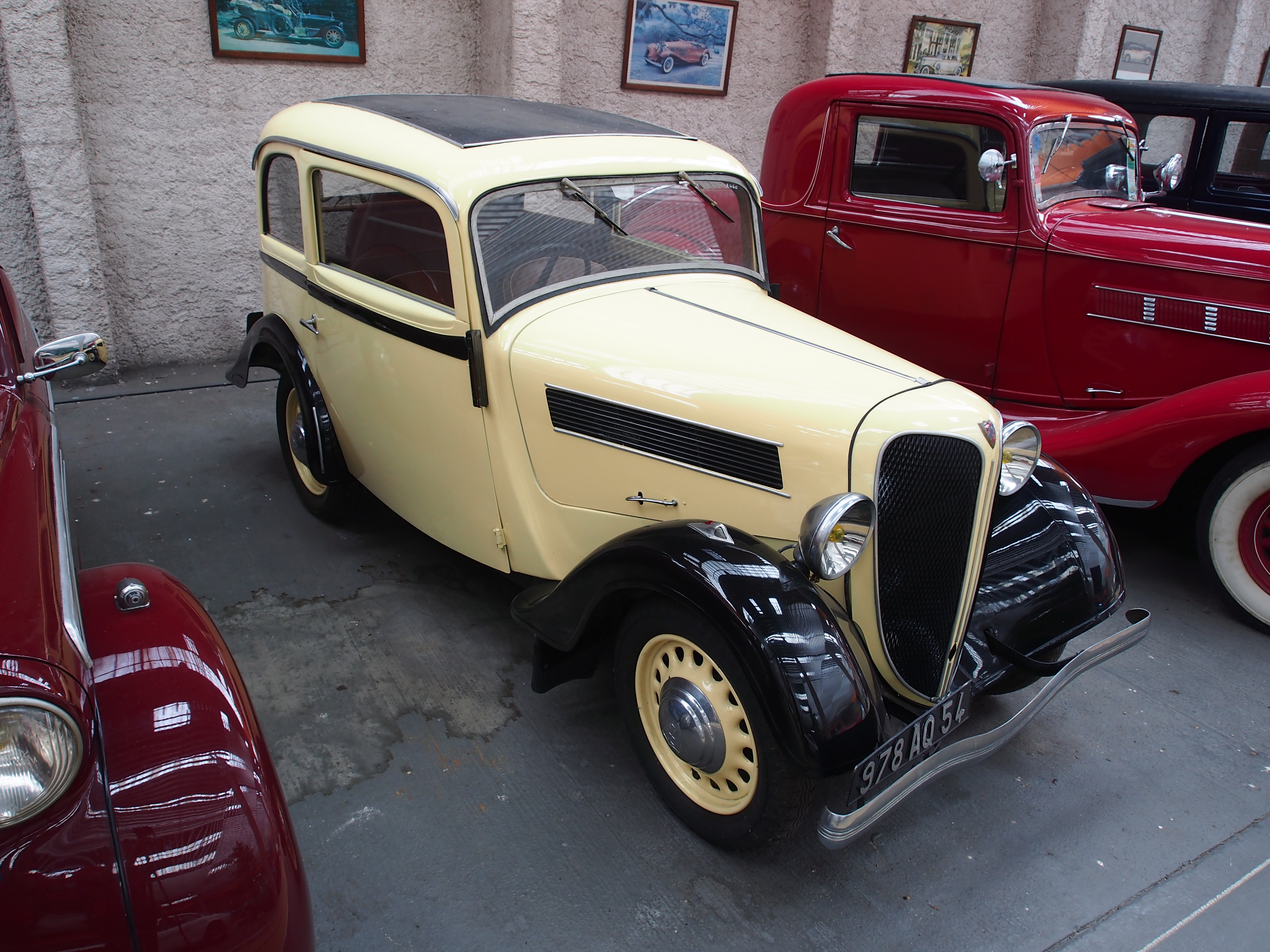
Rosengart LR4N2

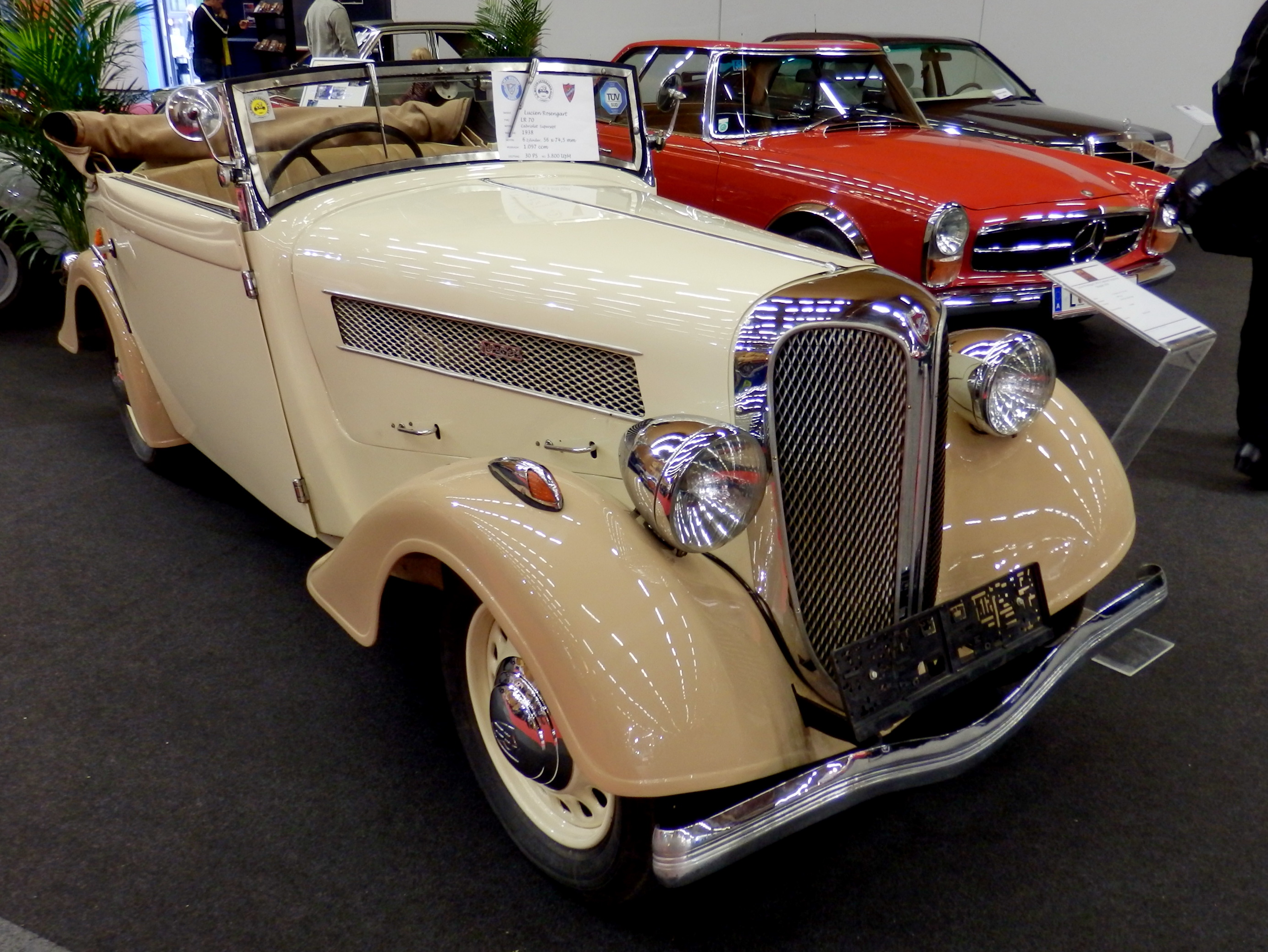
Rosengart LR70 SuperSept

У 1937 році модель «ЛР44» піддалася модернізації, так вона отримала передню незалежну підвіску і подовжену базу, і стала носити назву LR4N2. Кузов став більш обтічний по духу того часу. Також мутувала 6 серія, яка стала називатися LR70 SuperSept.

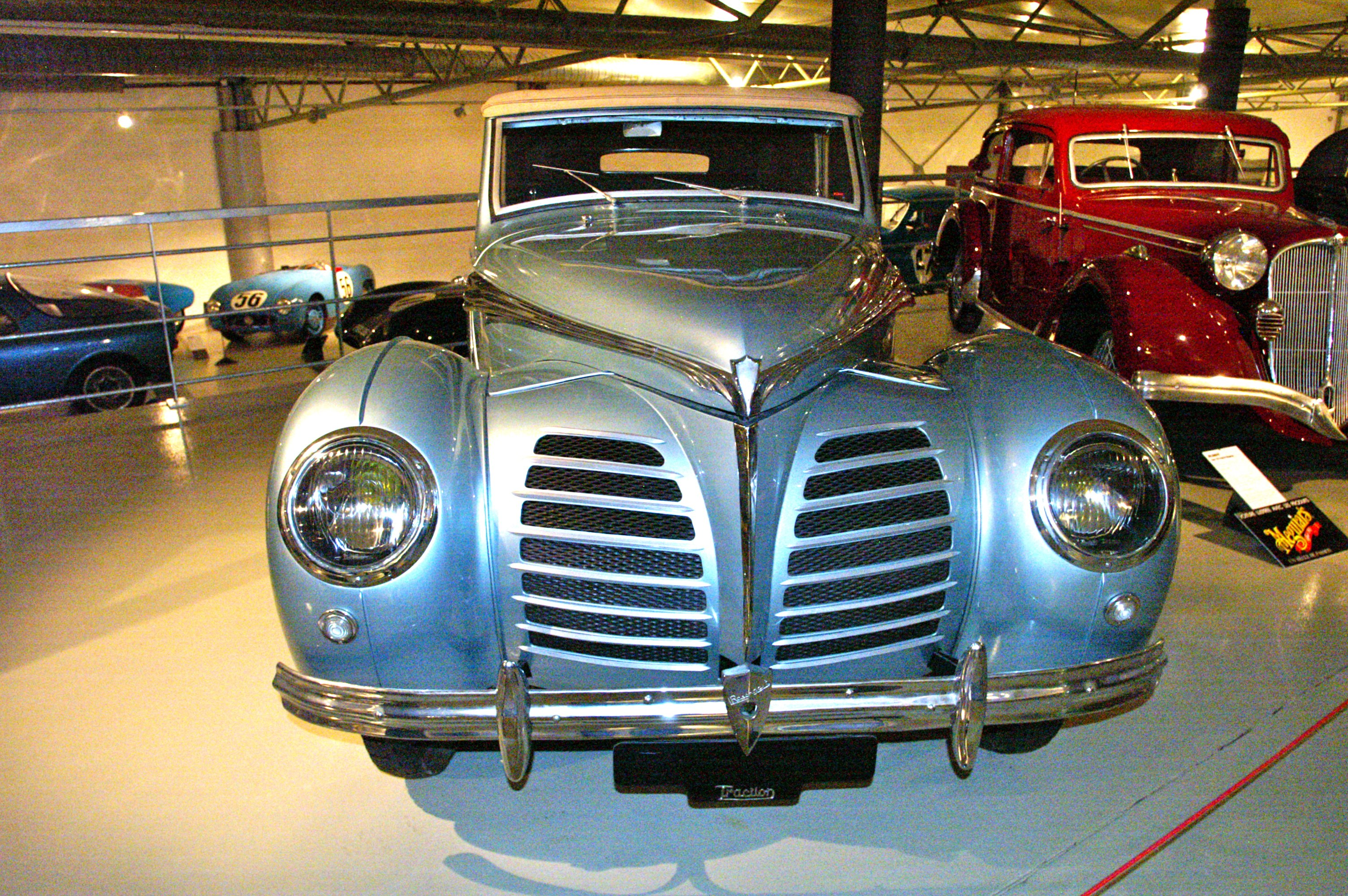
Rosengart LR539/Supertraction-М

У 1938 році з'являється машина, яка побудована на базі «Сітроена TA11BL» — LR539. Шасі, мотор (1.9 л) і коробка передач були від передньопривідного «Сітроена», кузови були самостійною розробкою.
Коли німецькі війська вступили до Франції, Розенгар їде до Америки, де і переживає окупацію, після війни повертається в Париж і вирішує відновити виробництво автомобілів. У 1948 з'являється автомобіль люкс класу з 8 циліндрами і мотором об'ємом 3.9 л від «Меркюрі». Це була модернізація довоєнного «Супертраксьон», в який встановили американський мотор.
Але повоєнній Франції не потрібні такі машини, тоді в 1950 році на базі LR4 запускаються у виробництво робочі конячки — Vivor, Labor, Robor з дизайном, властивим тому часу, хоча технічно це були автомобілі, які були розроблені ще в 1923 році.

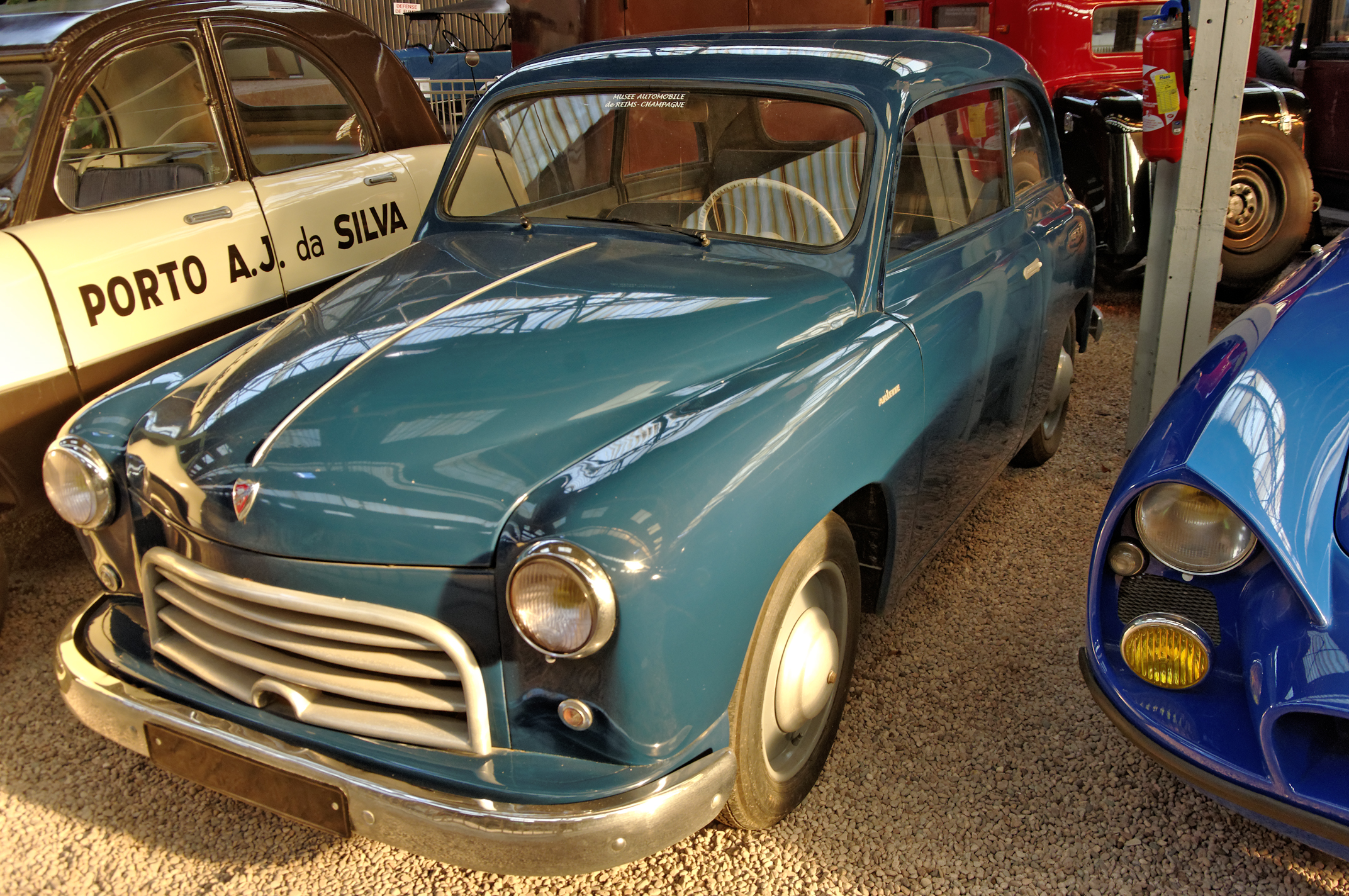
Rosengart Ariette

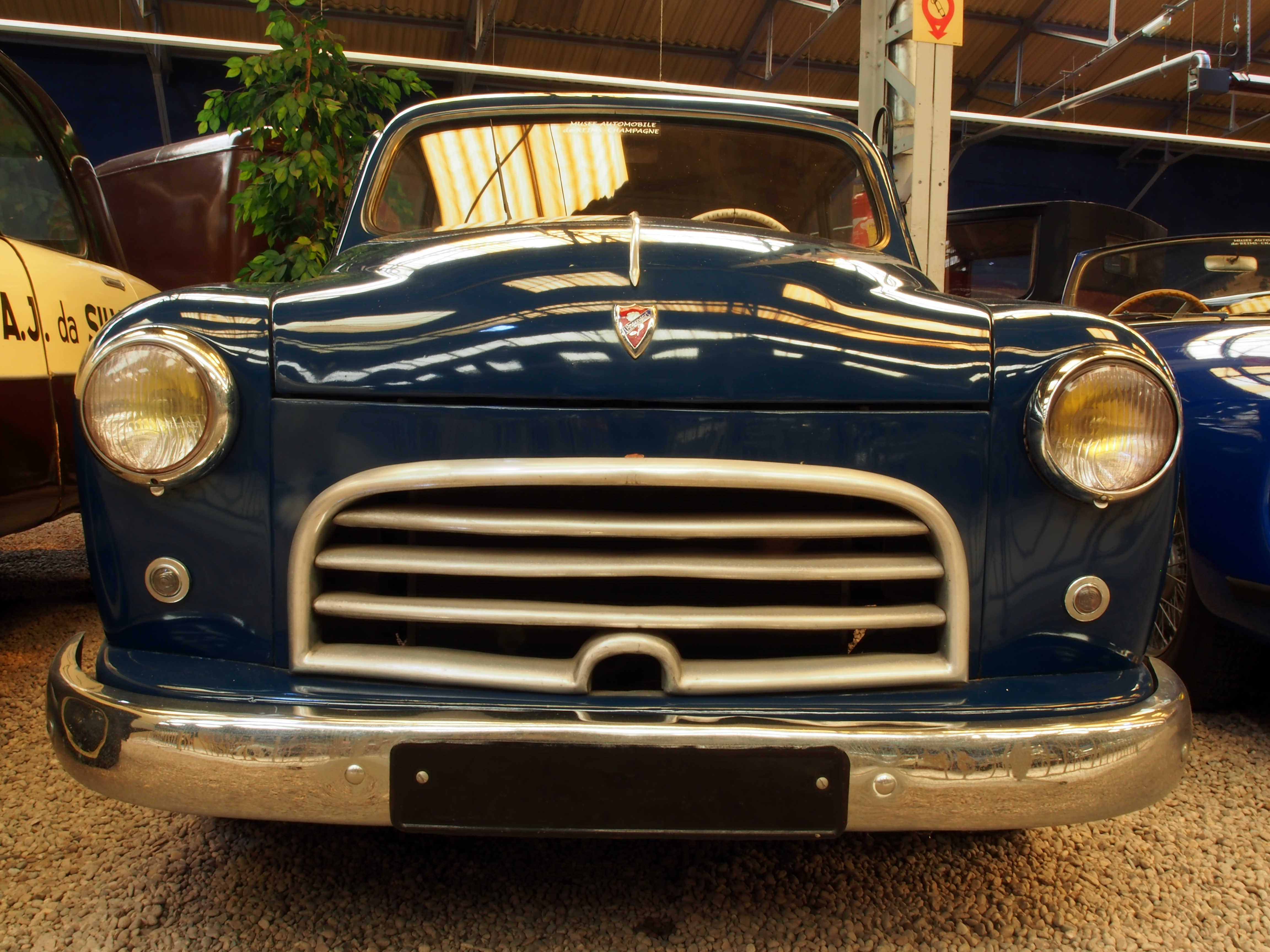
Rosengart Ariette

У 1952 році Розенгар намагається вивести автомобілі, які мають більш сучасний кузов Ariette, але знову все псує застаріла техніка і ціна, більш масові машини коштують куди дешевше, наприклад «Рено 4CV» коштував 439 000 франків, а автомобіль, де був архаїчний двигун, архаїчні тросові гальма, не було опалення, коштував всі 615 000 франків. Розенгару вдалося продати всього 1350 машин.
Наприкінці 1952 року Societé Industrielle de l'Ouest Parisien, якій належить марка «Розенгар» оголошує про банкрутство і закриває свій завод, залишивши без роботи 1700 робітників. Але банкіри допомагають з грошима, і в 1953 році знову поновлюється випуск машин.

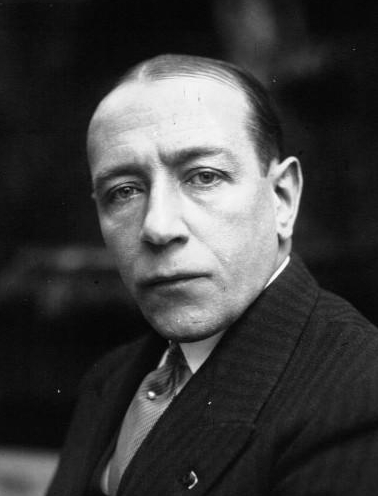
Люсьєн Розенгар

Тоді ж «Аріет» проходить ряд удосконалень, і Розенгар виводять на ринок більш дешеву модель — «Артісан».
Її відрізняв дешевший декор, але і ця машина не складає конкуренцію малолітражкам, які в цей час були на ринку Франції.
Тоді розробляється остання надія фірми — Sagaie. Цей автомобіль мав як силову установку 2-циліндровий двигун «Панар» від моделі «Діна».

## Припинення виробництва автомобілів. Закриття компанії
Але і цей автомобіль не приніс успіху фірмі, в підсумку в 1955 році довелося остаточно забути про марку «Розенгар».
Але сам засновник фірми проживе ще 21 рік, перш ніж спочине з миром.

## Список автомобілів Rosengart
- 1928 — Rosengart LR2
- 1930 — Rosengart LR4
  - Rosengart 15CV
- 1932 — Rosengart LR44
  - Rosengart LR6
  - Rosengart LR135
  - Rosengart LR145
- 1933 — Rosengart LR500
- 1934 — Rosengart LR505
- 1937 — Rosengart LR4N2
  - Rosengart LR70 SuperSept
- 1938 — Rosengart LR539 (Supertraction)
- 1948 — Rosengart Supertrahuit V8
- 1950 — Rosengart Vivor
  - Rosengart Labor
  - Rosengart Robor
- 1952 — Rosengart Ariette
  - Rosengart Artisane
- 1953 — Rosengart Sagaie